# Grunow-Dammendorf
Grunow-Dammendorf est une commune de l’arrondissement d'Oder-Spree, au Brandebourg, en Allemagne.

## Démographie
En 2017, sa population était de 499 habitants.